# 儀嬪
仪嫔（18世纪—1735年），黄佳氏（亦作黄氏），正六品內副管領戴敏之女，郎中佛保之孫女。内务府满洲正黄旗人，初為正黃旗包衣管领下人，後撥歸為本旗包衣佐領下人。乾隆帝之嬪。

## 生平
雍正五年 ，皇四子弘曆成婚時，位下已經有六名官女子，黃佳氏或已在其中。據祭文所知，格格黃佳氏是一位品性溫和恭敬的女子，並且熟習女史、經常在王府內紡織、刺繡，對應祭文內出現的「習嫺女史」、「勤婦功於紫掖」等的字眼 。
雍正十三年八月二十二日，雍正帝去世，宝亲王弘暦登基；九月二十四日，乾隆帝下旨晋封格格黄氏为嫔，因尚未行冊封禮而暫稱為黃嬪，並且将黃嫔的娘家从内务府包衣管领拨至本旗包衣佐领；九月二十五日，皇后富察氏、貴妃高佳氏等內庭主位前往田村殯宮致祭，所用輕車只有七輛，推測已病重的黃嬪未有跟隨她們一同前往。
雍正十三年九月，黃嬪去世。因此，乾隆元年正月的《宮內等處女子嬤嬤媽媽裏食肉底賬》並沒有出現黃嬪。
乾隆元年（1736年）九月二十八日，上諭追封為儀嬪，追封礼在其金棺暂安的殡所举行。乾隆十七年，裕陵全工告竣，經欽天監敬擇佳期，定於同年十月十三日，孝賢皇后梓宮奉移裕陵，這一天隨孝賢皇后梓宮奉移的還有慧賢皇貴妃、哲憫皇貴妃、儀嬪的金棺，以及秀貴人、張常在的彩棺，儀嬪、秀貴人和張常在奉移到裕陵妃園寢入葬。 《昌瑞山萬年統志》誤稱儀嬪、秀貴人、張常在於乾隆十一年十月二十七日入圈。

## 家族
- 始祖：寧古齊。黄佳氏，“寧古齊，正黄旗包衣人，世居貝渾山秦地方，國初來歸。……寧古齊之曽孫赫達色原任内管領，佛保原任散秩大臣。……元孫岱敏原任内副管領，阿林原任二等侍衞，永福原任内大臣，覺和托現任泰陵内務府總管”（据《八旗滿洲氏族通譜》卷33）[8]。
- 高祖黄佳氏。
- 曾祖黄佳氏。
- 祖父：佛保，內務府營造司掌印郎中、散秩大臣[8]。
- 父：戴敏（又岱敏），乾隆二年十月補放圓明園額外七品副總領，原任內务府副管領[8]。
- 叔父：阿琳（又阿林），二等侍衛、内务府正黃旗參領兼佐領，娶内务府正白旗汉军、蘇州織造李煦之女[8]。永福，原任内大臣。覺和托，任泰陵内務府總管。

## 影视作品
- 電視劇

| 年份 | 劇名   | 演員   | 剧中姓名 | 劇中稱謂                   |
| 2018 | 如懿傳 | 韓丹彤 | 黃綺瑩   | 寶親王侍妾格格→儀貴人→儀嬪 |